# ترنانة
تَرْنَانَةُ مدينة تاريخية شهيرة بناها الأدارسة في جبال ترارة، وكانت تضاهي كبريات المدن في العصر الوسيط، وكانت إمارة للسليمانيين.[مبهم] ويسكنها فرع من فروع قبيلة كومية وهم بني يلول ولا زالت مقابرهم موجودة بزورانة[أين؟].
وقد ذكرها البكريُّ وابنُ حوقل وكثير من المؤرخين في كتاباتهم.[بحاجة لمصدر] وما يميزها هو المسجد الجامع والسوق والسور.
وهي اليوم قرية أو مدشر يقع في تراب بلدية جبالة في ولاية تلمسان الجزائرية. ولا تزال أطلالها قائمة إلى اليوم.